# هانگ یی جو
هانگ یی جو (انگلیسی: Hwang Ui-jo؛ زادهٔ ۲۸ اوت ۱۹۹۲) یک بازیکن فوتبال اهل کره جنوبی است، که در باشگاه فوتبال آلانیا اسپور ترکیه در پست مهاجم بازی می‌کند.
از باشگاه‌هایی که در آن بازی کرده‌است می‌توان به سئونگنام اشاره کرد.
وی همچنین در تیم ملی فوتبال کره جنوبی بازی کرده است.